# Кобцева, Алевтина Ивановна
Алевтина Ивановна Кобцева (Колескина) (1927—1991) — советский передовик производства в сельском хозяйстве. Герой Социалистического Труда (1949).

## Биография
Родилась в 1927 году в селе Городок Минусинского района Красноярского края в крестьянской семье.
С 1941 года с началом Великой Отечественной войны А. И. Кобцева была вынуждена оставить учёбу в школе и пойти работать в колхоз «Труженик» Минусинского района, а после в последующем окончания учёбы — возглавила полеводческое звено по выращиванию зерновых культур в этом колхозе.
По итогам работы в 1948 году звеном А. И. Кобцевой был получен урожай пшеницы 30,1 центнера с гектара на площади 50 гектаров.
21 февраля 1949 года Указом Президиума Верховного Совета СССР «за получение высоких урожаев пшеницы в 1948 году» Алевтина Ивановна Кобцева была удостоена звания Героя Социалистического Труда с вручением Ордена Ленина и золотой медали «Серп и Молот», этим же указом был удостоен звания Героя Социалистического Труда её будущий муж — Николай Макарович Кобцев.
С 1964 года А. И. Кобцева работала звеньевой на табачных плантациях колхоза им. Щетинкина и добивалась высоких результатов среди минусинских табаководов.
Проживала в родном селе Городок и скончалась в 1991 году.

## Награды
- Медаль «Серп и Молот» (21.02.1949)
- Орден Ленина (21.02.1949)